# Дюпюи, Пьер (1833)
Пьер Дюпюи (фр. Pierre Dupuis; 9 июля 1833, Орлеан, Луаре — 19 апреля 1915, Иль-де-Бреа, Кот-д’Армор) — французский художник-академист.

## Биография
Родился в 1833 году поблизости от Орлеана в семье провинциального живописца Этьена Дени Дюпюи (1805—1863), создавшего серию видов замков Луары. Брат медальера Даниэля Дюпюи (1849—1899).
С 1848 года учился живописи в Высшей школе изящных искусств в Париже в мастерских у Леона Конье и Ораса Верне. В 1863 году выиграл Римскую премию второй степени за картину «Иосиф и его братья». С 1863 по 1909 год, на протяжении более 45 лет, регулярно выставлял свои картины на Парижском салоне. В 1882 году удостоился почётного упоминания жюри Салона, а в 1884 году — медали Салона третьей степени. На Всемирной выставке в Париже в 1889 году также удостоился почётного упоминания.
Дюпюи писал жанровые, исторические и религиозные картины; также был автором большого числа портретов.
Одним из его учеников были академист Алексис Жозеф Мазероль и символист Люсьен Виктор Гиран де Севола.
Скончался в 1915 году на курорте Иль-де-Бреа на побережье Бретани.
Сегодня работы Дюпюи хранятся в собраниях различных музеев Франции.

## Галерея

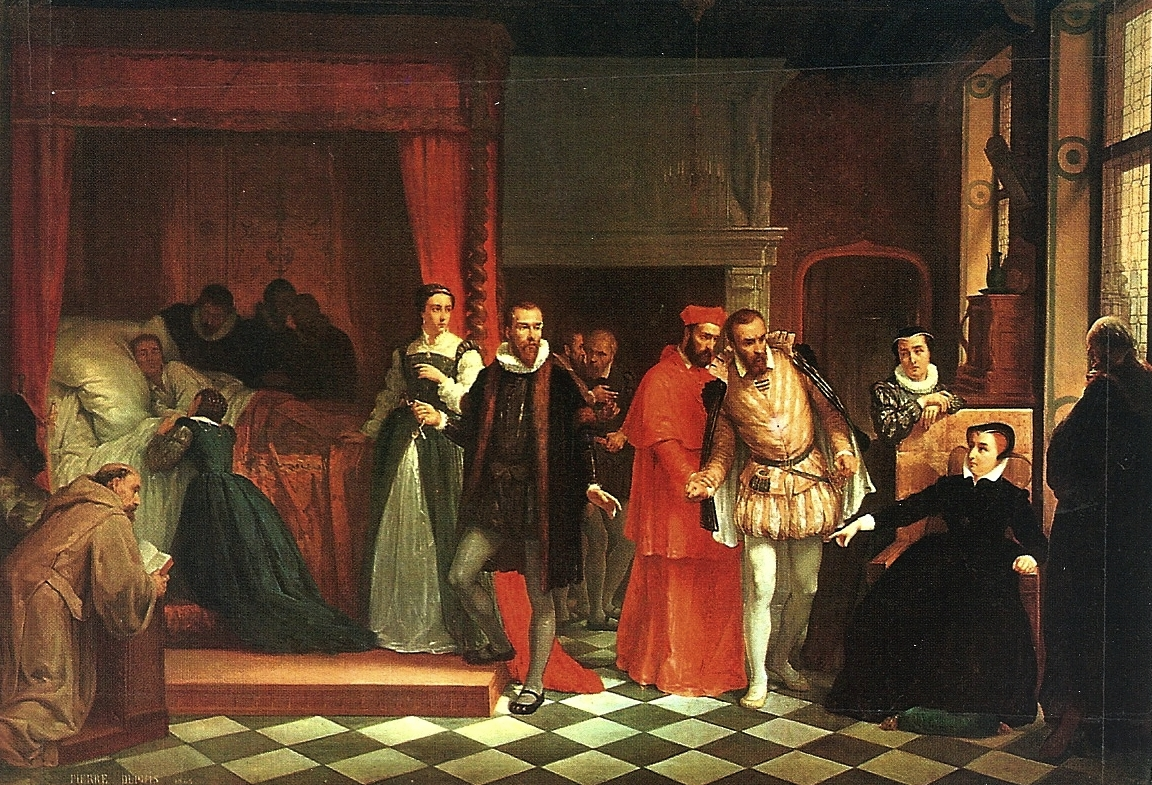
Кончина короля Франциcка I
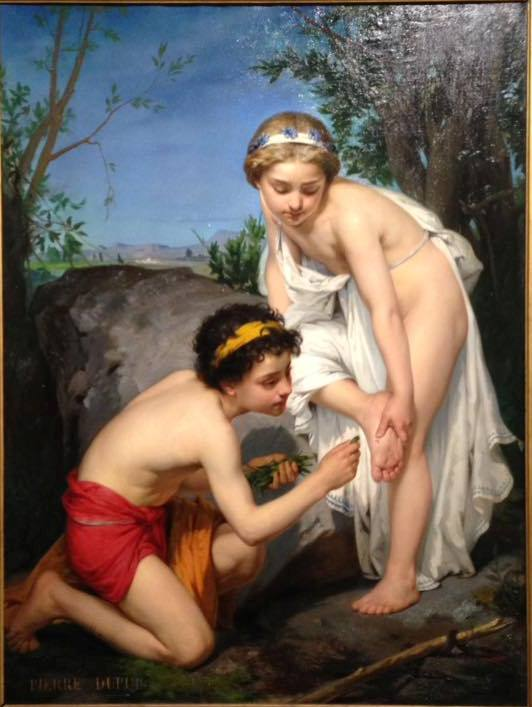
Девочка, укушенная рептилией (!), и её брат
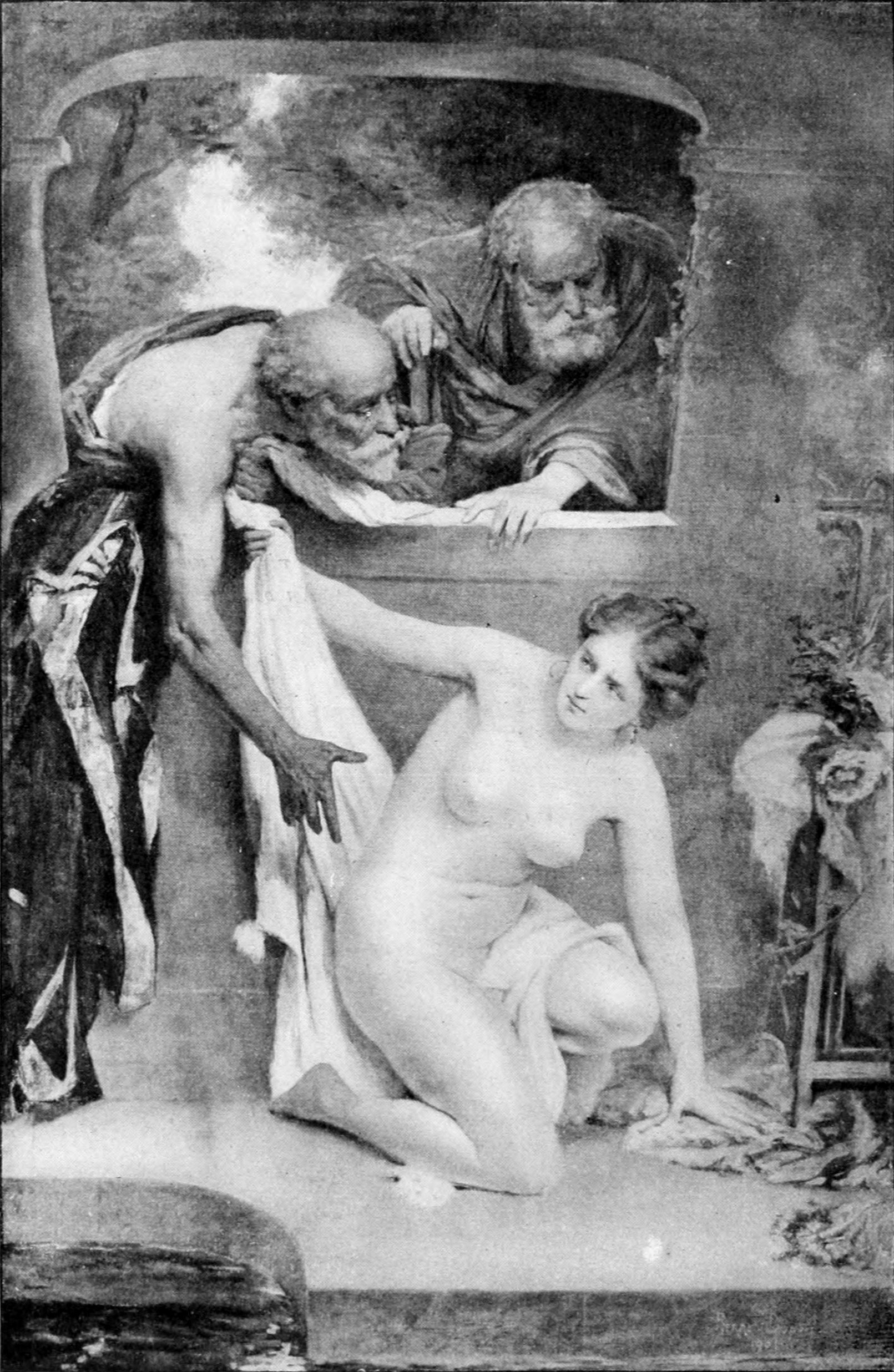
Сусанна и старцы
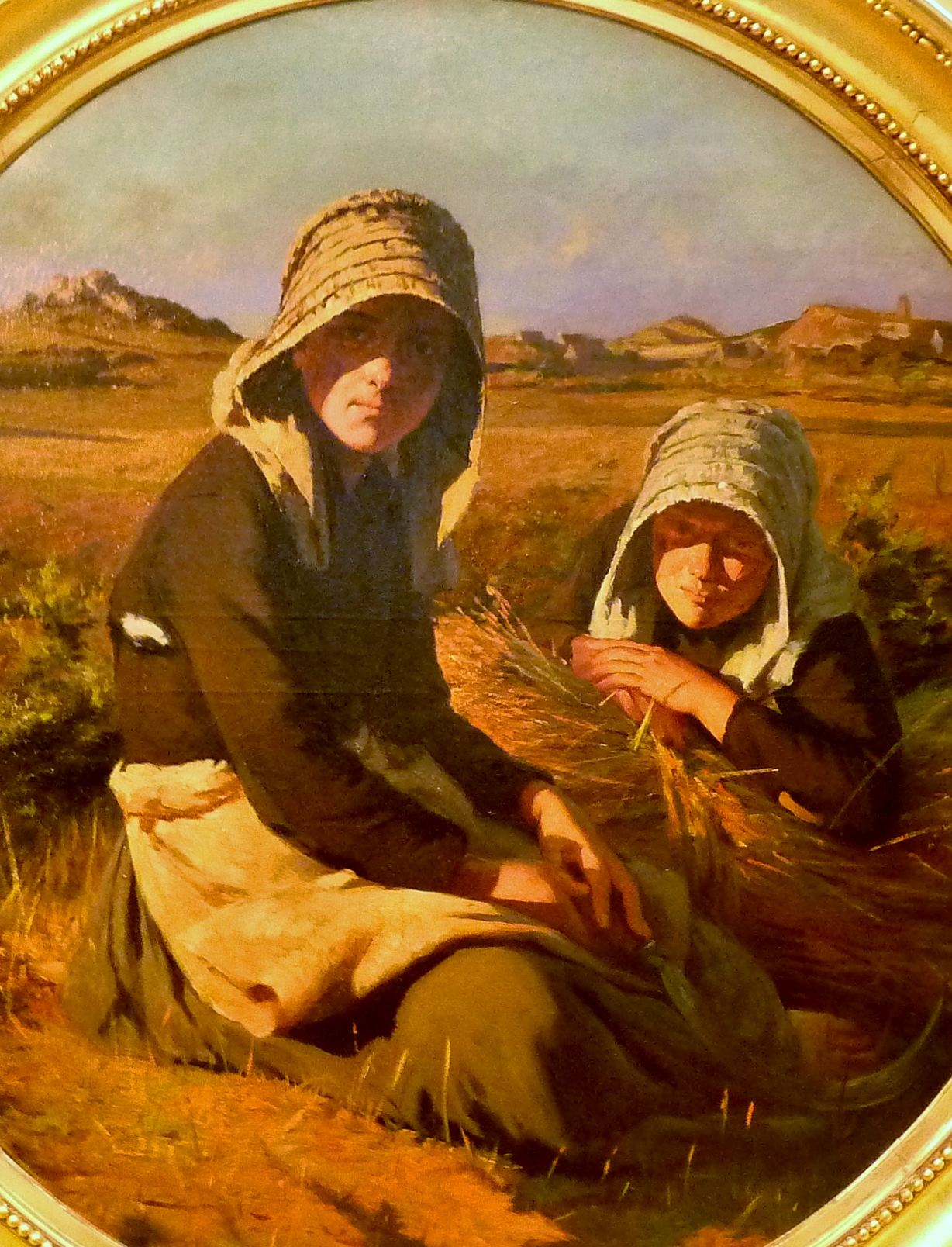
Крестьянские девочки-бретонки в Иль-де-Бреа во время жатвы